# Valerie Saiving
Valerie Saiving coniugata Goldstein (1921 – 1992) è stata una teologa statunitense, esperta di teologia femminista.
L'opera di Valerie Saiving è ritenuta all'origine della teologia femminista, ciò è riferito in particolar modo al suo studio apparso nell'aprile del 1960 sulla prestigiosa rivista accademica "The Journal of Religion", rivista pubblicata dall'University of Chicago, con il titolo The Human Situation: A Feminine View, dove la studiosa preliminarmente osserva:
(Valerie Saiving, The Human Situation: A Feminine View, incipit; in "The Journal of Religion", University of Chicago, n°40, aprile 1960, pp. 100-112)
La domanda teologica sollevata nel 1960 da Valerie Saiving inerisce alla peculiarità dell'esperienza maschile, ad esempio nei campi del "peccato" e dell'"amore", nella elaborazione di una teologia la quale, tuttavia, pretende di risultare unica. La Saiving si domanda quindi se tali argomenti visti da una prospettiva femminile possano acquisire diversi o ulteriori significati.